# 无线局域网
无线局域网（英語：Wireless LAN，縮寫WLAN）是不使用任何導线或傳輸電纜连接的局域网，而使用无线电波或电场与磁场作为数据传送的媒介，传送距离一般只有几十米。无线局域网的主干网路通常使用有線电缆，无线局域网用户通过一个或多個无线接入点接入无线局域网。无线局域网现在已经广泛的应用在商务区，大学，机场，及其他需要無線上網的公共区域。
无线局域网最通用的标准是IEEE定义的802.11系列标准，以及中华人民共和国从2003年开始陆续颁布的一系列国家标准WAPI。
近年还出了新的无线技术，例如Li-Fi可见光上网，电场磁场无线网DCCC-Fi等，这些新技术也为无线网家族添加新成员，为互联网，物联网注入新活力。

## 发展历史

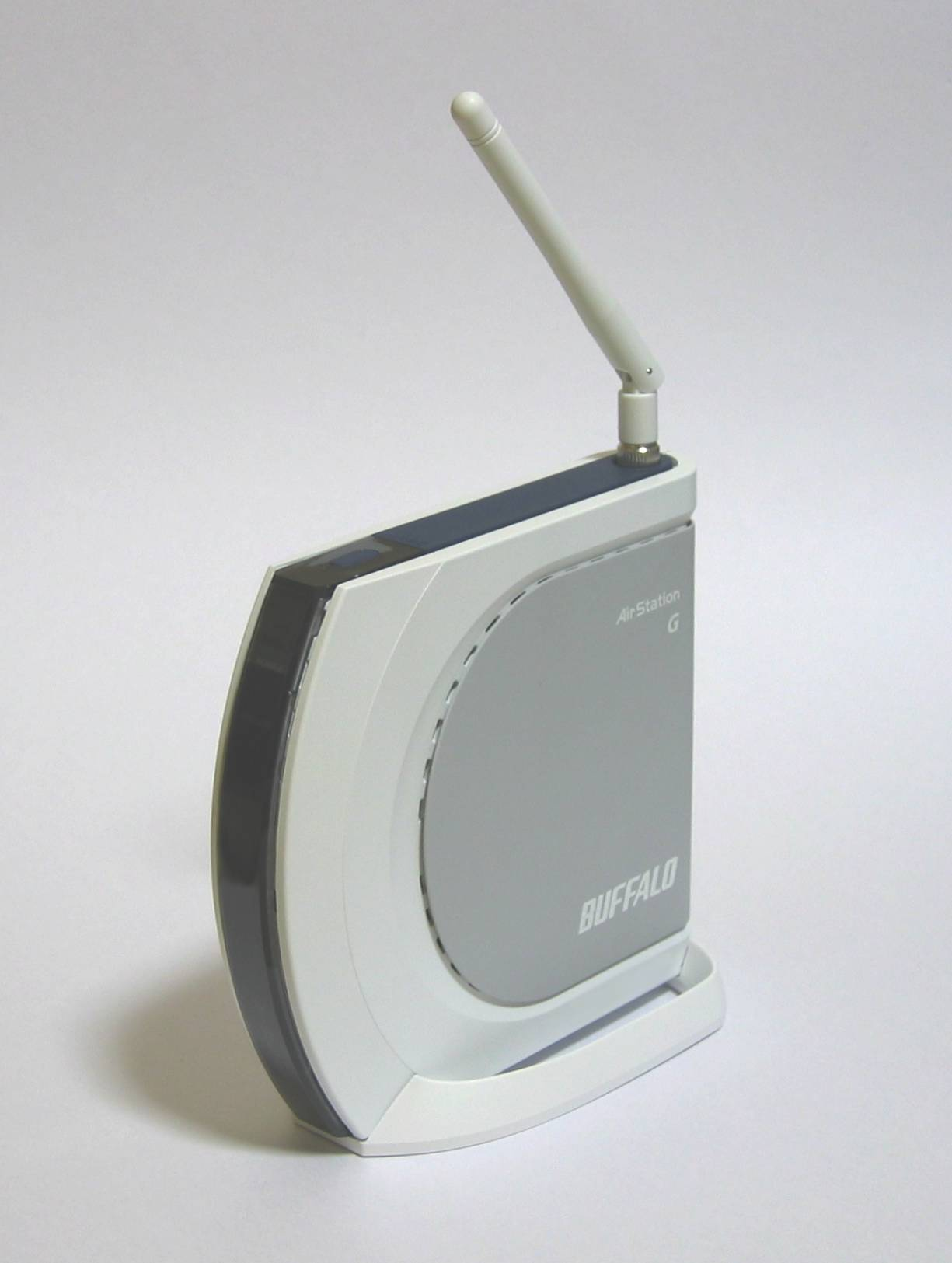
無線接取器(型號：Buffalo AirStation WHR-G54S)

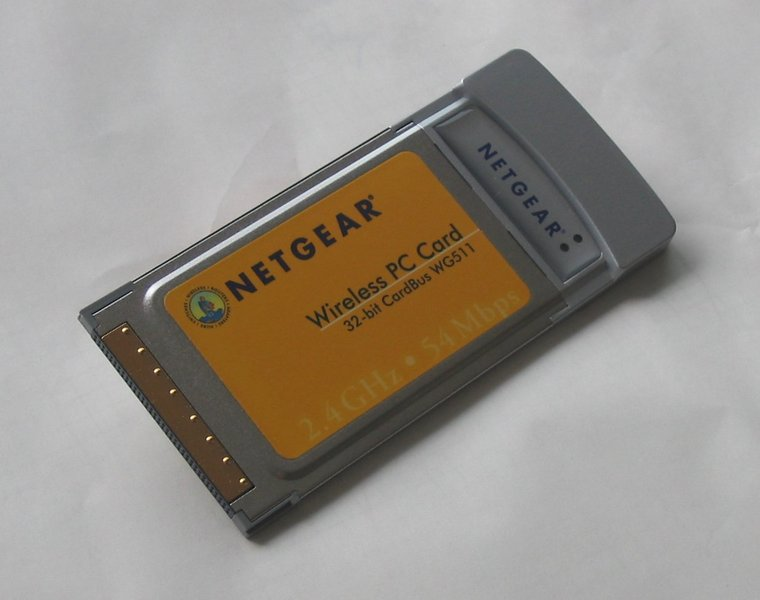
PC卡介面的無線網路卡（型號：NETGEAR WG511）

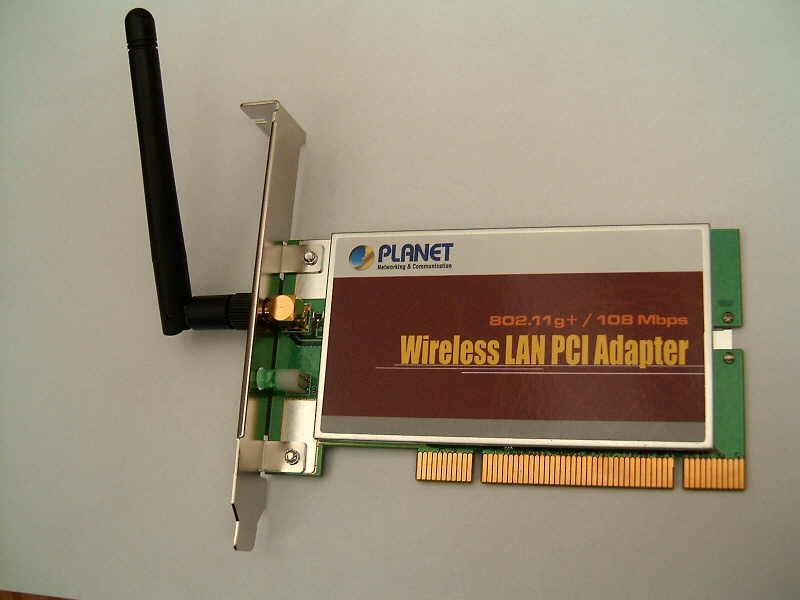
PCI介面的無線網路卡（型號：Planet WL-8310）

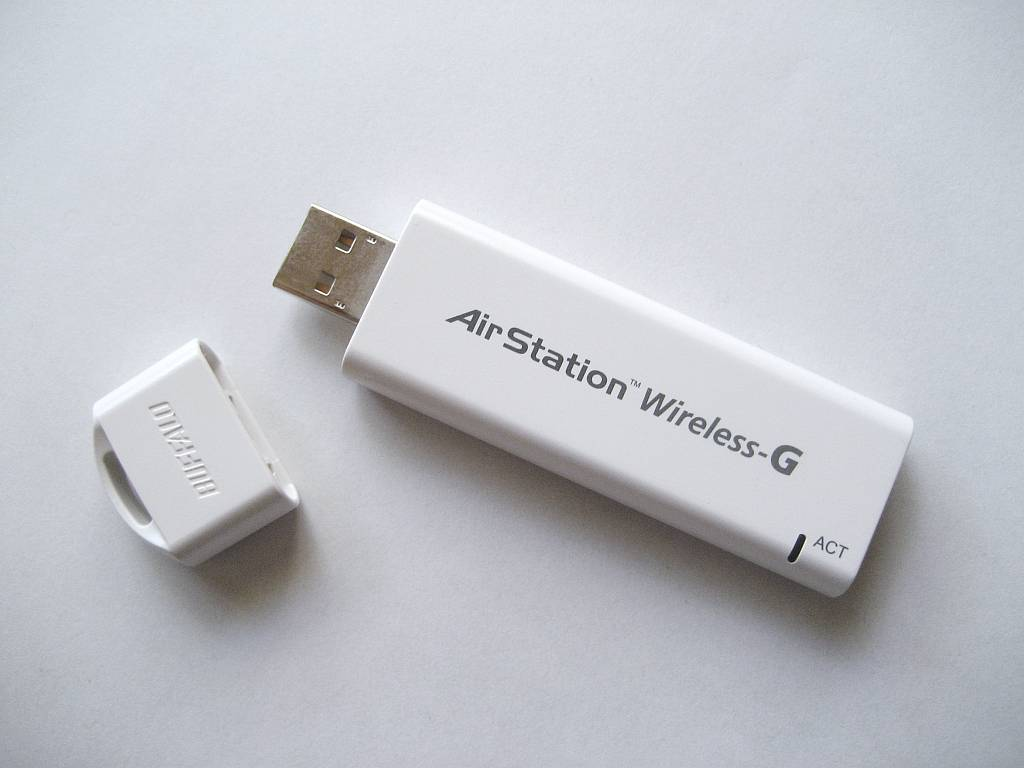
USB介面的無線網路卡（型號：Buffalo AirStation WLI-U2-KG54L）

无线局域网第一个版本发表于1997年，其中定义了介质访问接入控制层和物理层。物理层定义了工作在2.4GHz的ISM频段上的两种无线调频方式和一种红外传输的方式，总数据传输速率设计为2Mbit/s。两个设备之间的通信可以自由直接（ad hoc）的方式进行，也可以在基站（Base Station）或者访问点（Access Point）的协调下进行。
1999年，加上了两个补充版本：802.11a定义了一个在5GHz ISM频段上的数据传输速率可达54Mbit/s的物理层，802.11b定义了一个在2.4GHz的ISM频段上但数据传输速率高达11Mbit/s的物理层。
2.4GHz的ISM频段为世界上绝大多数国家通用，因此802.11b得到了最为广泛的应用。苹果公司把自己开发的802.11标准起名叫AirPort。1999年工业界成立了Wi-Fi联盟，致力解决符合802.11标准的产品的生产和设备兼容性问题。
802.11标准和补充：
- 802.11，1997年，原始标准（2Mbit/s工作在2.4GHz）。
- 802.11a，1999年，物理层补充（54Mbit/s工作在5GHz）。
- 802.11b，1999年，物理层补充（11Mbit/s工作在2.4GHz）。
- 802.11c，符合802.1D的媒体接入控制层（MAC）桥接（MAC Layer Bridging）。
- 802.11d，根据各国无线电规定做的调整。
- 802.11e，对服务等级（Quality of Service, QoS）的支持。
- 802.11f，基站的互连性（Interoperability）。
- 802.11g，物理层补充（54Mbit/s工作在2.4GHz）。
- 802.11h，无线覆盖半径的调整，室内（indoor）和室外（outdoor）信道（5GHz频段）。
- 802.11i，安全和鉴权（Authentification）方面的补充。
- 802.11o，導入多重輸入輸出（MIMO）和40Mbit通道寬度（HT40）技術，基本上是802.11a/g的延伸版。

除了上面的IEEE标准，另外有一个被称为IEEE 802.11b+的技术，通过PBCC（Packet Binary Convolutional Code）技术在IEEE 802.11b（2.4GHz频段） 基础上提供22Mbit/s的数据传输速率。但这事实上并不是一个IEEE的公开标准，而是一项产权私有的技术（产权属於德州仪器）。

## 技术简述

### 网络成员和结构
- 站点（Station），网络最基本的组成部分。
- 基本服务单元（Basic Service Set, BSS）。网络最基本的服务单元。最简单的服务单元可以只由两个站点组成。站点可以动态地联结（associate）到基本服务单元中。
- 分配系统（Distribution System, DS）。分配系统用于连接不同的基本服务单元。分配系统使用的媒介（Medium）逻辑上和基本服务单元使用的媒介是截然分开的，尽管它们物理上可能会是同一个媒介，例如同一个无线频段。
- 接入点（Access Point, AP）。接入点是无线网和有线网的接口，既有普通站点的身份，又有接入到分配系统的功能。
- 扩展服务单元（Extended Service Set, ESS）。由分配系统和基本服务单元组合而成。这种组合是逻辑上，并非物理上的—不同的基本服务单元物有可能在地理位置相去甚远。分配系统也可以使用各种各样的技术。
- 关口（Portal），也是一个逻辑成分。用于将无线局域网和有线局域网或其它网络联系起来。

此处有3种媒介，站点使用的无线的媒介，分配系统使用的媒介，以及和无线局域网集成一起的其它局域网使用的媒介。物理上它们可能互相重叠。IEEE802.11只负责在站点使用的无线的媒介上的寻址（Addressing）。分配系统和其它局域网的寻址不属无线局域网的范围。

### 服务
IEEE802.11没有具体定义分配系统，只是定义了分配系统应该提供的服务（Service）。整个无线局域网定义了9种服务：
- 5种服务属於分配系统的任务，分别为：联接（Association）、结束联接（Diassociation）、分配（Distribution）、集成（Integration）、再联接（Reassociation）。
- 4种服务属於站点的任务，分别为：鉴权（Authentication）、结束鉴权（Deauthentication）、隐私（Privacy）、MAC数据传输（MSDU delivery）。

### 无线局域网安全
有线网络可以在一定程度上，通过物理的方式，限制对网络的访问。但是，无线局域网安全问题如果没有慎重的得到考虑，入侵者可能通过监听无线网络数据，来获得未授权的数据访问权限。大多数的Wi-Fi认证的802.11 a/b/g无线网络设备，同时提供几种方式的安全，比如已因安全性问题被弃用的有线等效加密（WEP: Wired Equivalent Privacy） 及现在主要使用的WPA/WPA2/WPA3（Wi-Fi Protected Access）。

## 参見
- 以太网
- 无线个人网
- 无线电
- 迅驰
- 3G
- 4G
- WAPI